# Pierre Antoine Poiteau

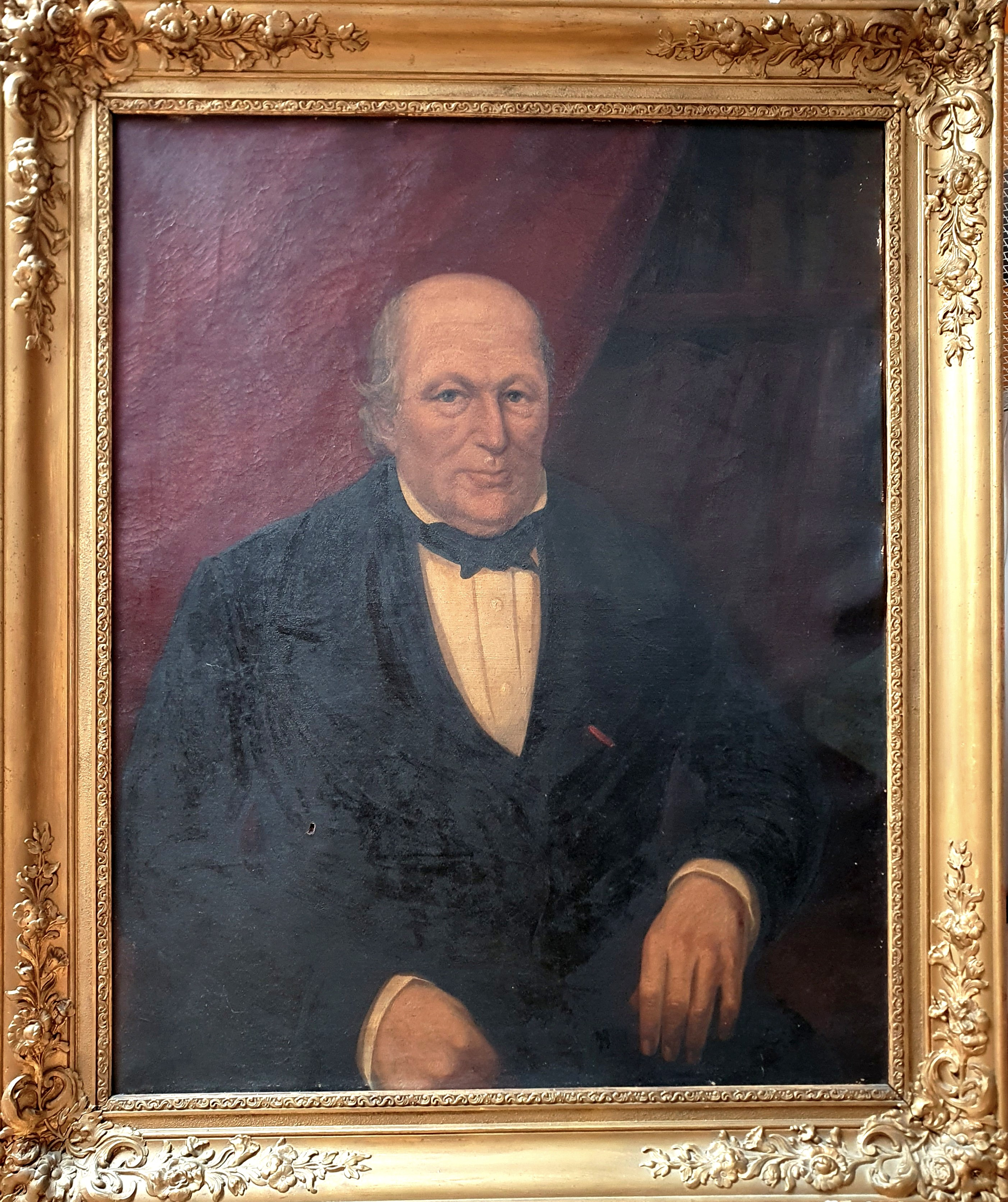
Pierre Antoine Poiteau (circa 1850)

Pierre Antoine Poiteau (* 23. März 1766 in Ambleny bei Soissons; † 27. Februar 1854 in Paris) war ein französischer Botaniker, Pomologe, Gärtner und Zeichner. Sein offizielles botanisches Autorenkürzel lautet „Poit.“

## Leben und Wirken
1790 bekam er eine Anstellung am Muséum national d’histoire naturelle  in Paris. Er unternahm Reisen ab 1796 nach Haiti und um 1820 nach Guayana. Er war 1796–1802 Direktor des Botanischen Gartens in Haiti.
1815 wurde er Leiter der königlichen Baumschule von Versailles. Er beaufsichtigte ab 1818 die königlichen Pflanzungen in Guayana. Später wurde er leitender Gärtner in Fontainebleau und am Botanischen Garten der  Pariser Medizinschule. Von sinen Reisen brachte er viele Pflanzen mit. Er publizierte auch mit Pierre Jean François Turpin eine Flora von Haiti und eine Flora Parisiensis. Er leitete 1829 bis 1851 die Zeitschrift Revue horticole.
Als Zeichner lieferte er viele vorzügliche Abbildungen für fremde Werke.

## Ehrungen

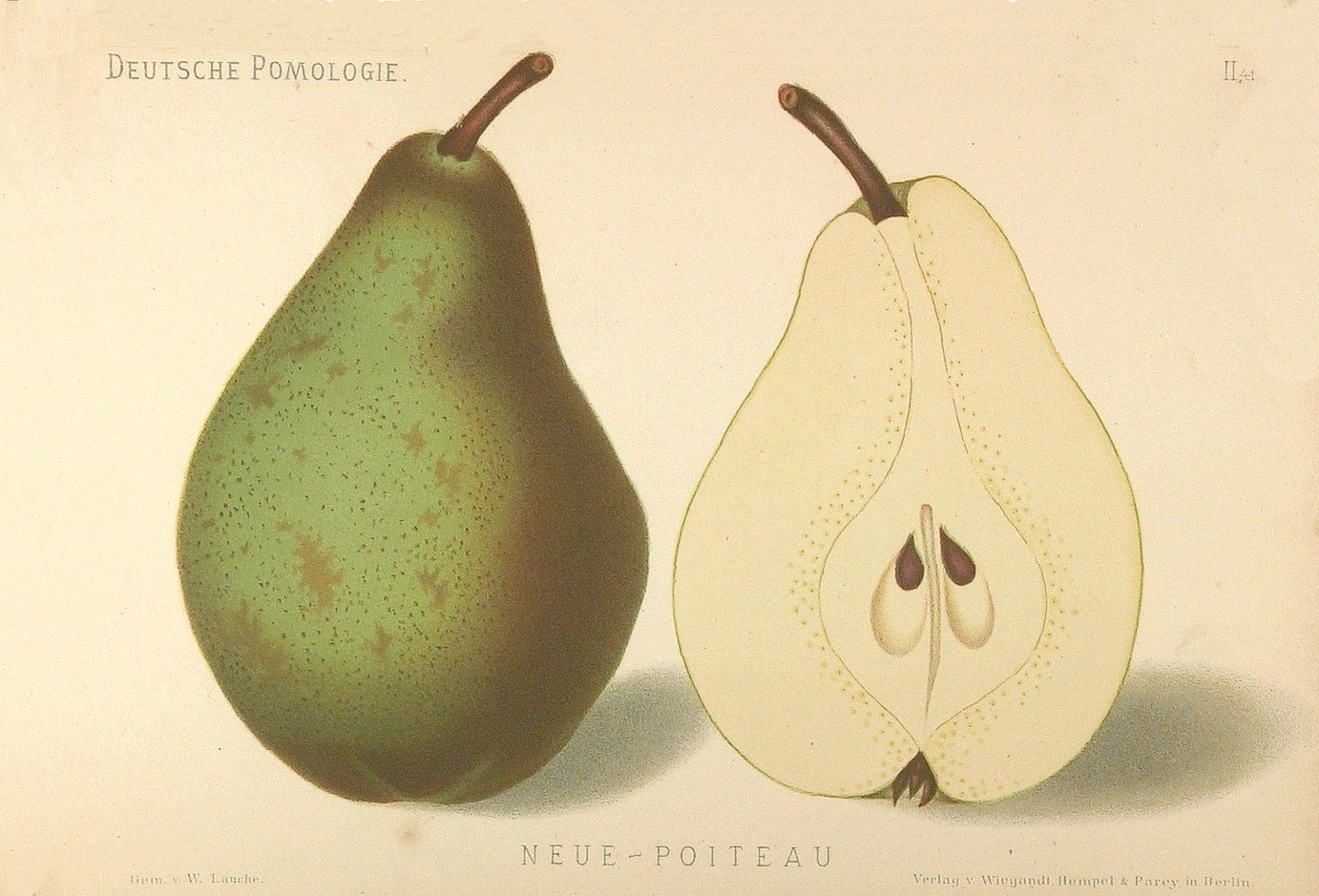
Die Birnensorte 'Neue Poiteau': In Deutsche Pomologie – Birnen von Wilhelm Lauche

Die Pflanzengattung Poitea Vent. aus der Familie der Hülsenfrüchtler (Fabaceae) ist nach ihm benannt.
Die Birnensorte 'Neue Poiteau', von Simon Bouvier in Jodoigne in Belgien aus Samen gezogen, wurde nach ihm benannt.

## Werke
- Flora Parisiensis secundum systema sexuale deposita et plantarum circa Lutetiam sponte nascentium descriptiones, icones ... (zusammen mit Pierre Jean François Turpin), 1808–1813
- Histoire naturelle des orangers (zusammen mit Joseph Antoine Risso), 1818–1820
- Pomologie française, 1846
- Bilder von Früchten[3]